# فيلاهيرموسا (سيوداد ريال)
بلدية فيلاهيرموسا (بالإسبانية: Villahermosa)‏، هي إحدى بلديات مقاطعة سيوداد ريال إحدى مقاطعات إسبانيا، والتي تقع في منطقة قشتالة لا منتشا وسط إسبانيا.
يبلغ عدد سكانها 2.313 نسمة وفقاً لإحصائية سنة (2007).